# Oodera
Oodera (лат.) — род хальцидоидных наездников, единственный в составе семейства Ooderidae (Chalcidoidea). Ранее (до 2022 года) включался в состав Pteromalidae.

## Описание
Относительно крупнотелые наездники-хальциды, длина тела около 5 мм и более (от 3,6 до 17 мм). Антенны с 11 члениками жгутика. Антенна с 11 жгутиками, включая 3 сегмента булавы. Глаза вентрально расходятся. Клипеус с поперечной субапикальной бороздкой. Лабрум открытый, склеротизованный. Мандибулы с 2 или 3 слабо разделенными зубцами или по существенно усечёнными. Пронотум удлинённый, с боковыми поверхностями, расходящимися так, что пронотум латерально расширен. Нотаули полные, линейные, за исключением небольшого расстояния впереди, и почти сходятся сзади, образуя характерный 4-зубчатый узор с также сублинейной частью транскутального сочленения, которое проходит вдоль переднего края аксиллы (хотя оно часто нарушено поперечным изломом через сульции). Мезоскутеллум без френума, но с расширенным задним краем мезоскутеллума, который может напоминать френум; без отчётливой аксиллярной борозды, но с некоторой продольной скульптурой в аксиллярной области. Мезоплевральная область без расширенного акроплеврона; мезэпимерон не выступает за передний край метаплеврона. Все ноги с 5 члениками лапок; переднее бедро расширено и с несколькими рядами вентральных шиповидных структур; шпора передней ноги длинная и изогнутая; базитарзальный гребень продольный; заднее бедро не расширено и лишено вентральных зубцов. Метасома с синтергумом, без эпипигия.

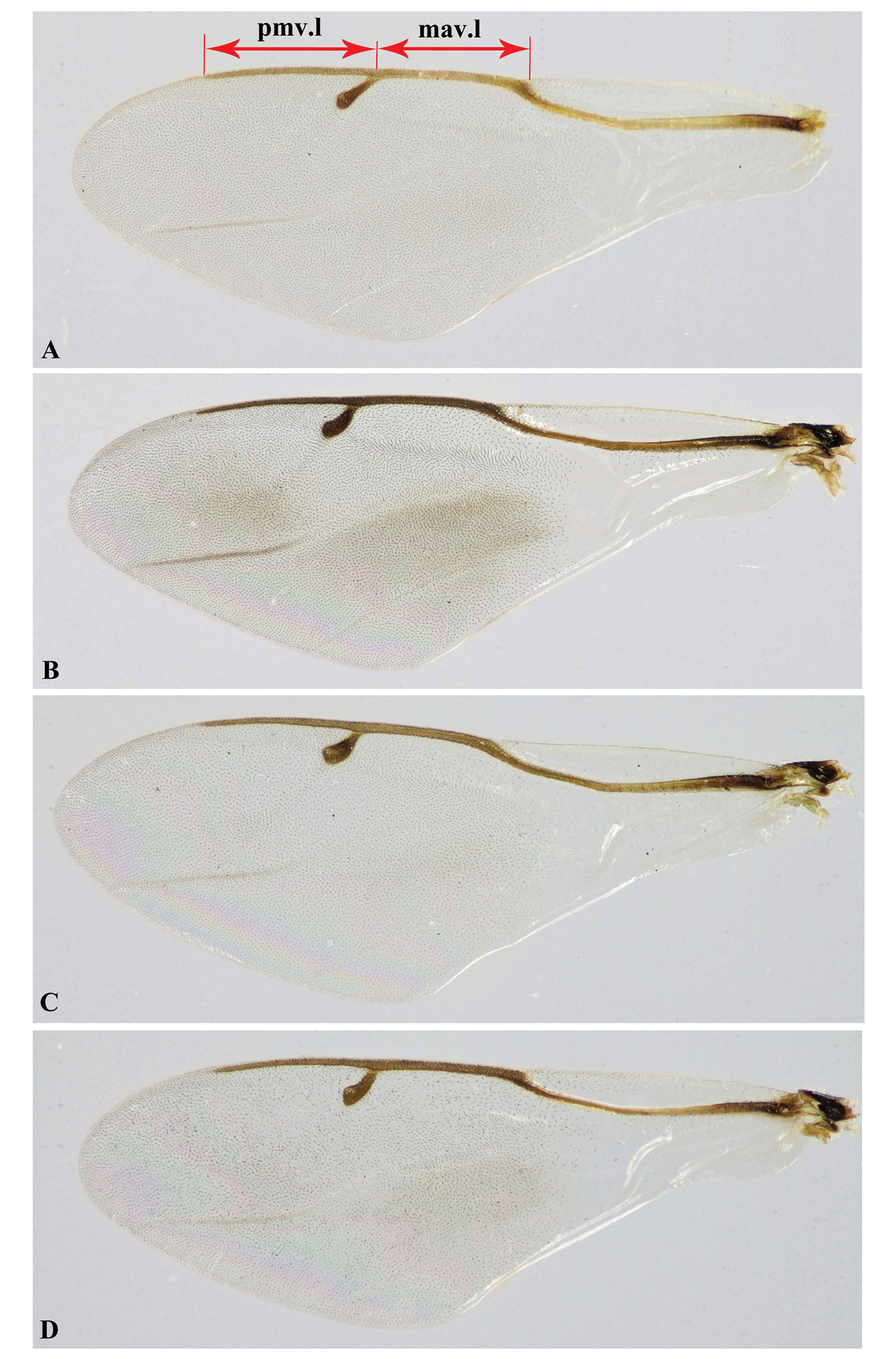
Крылья
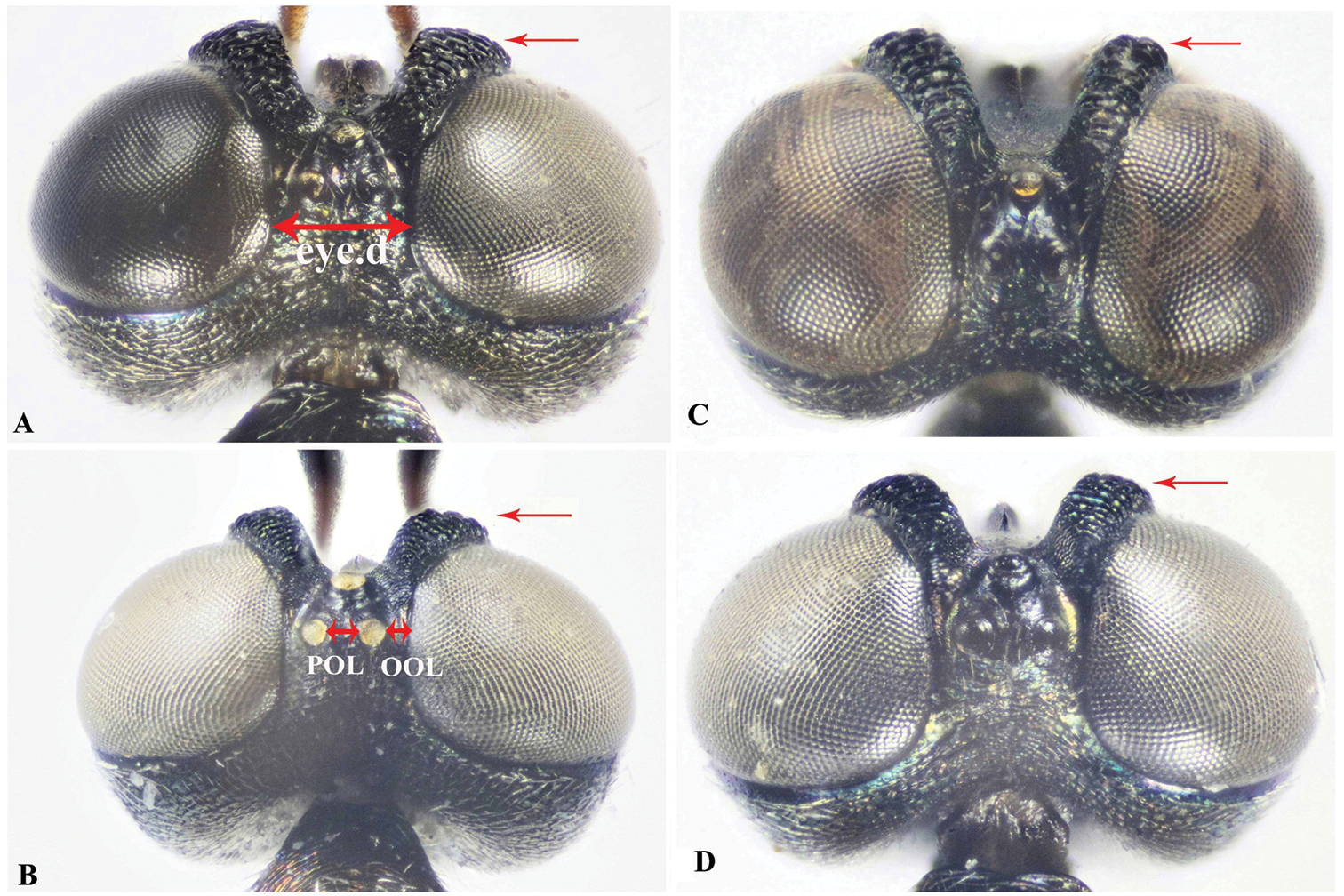
Глаза
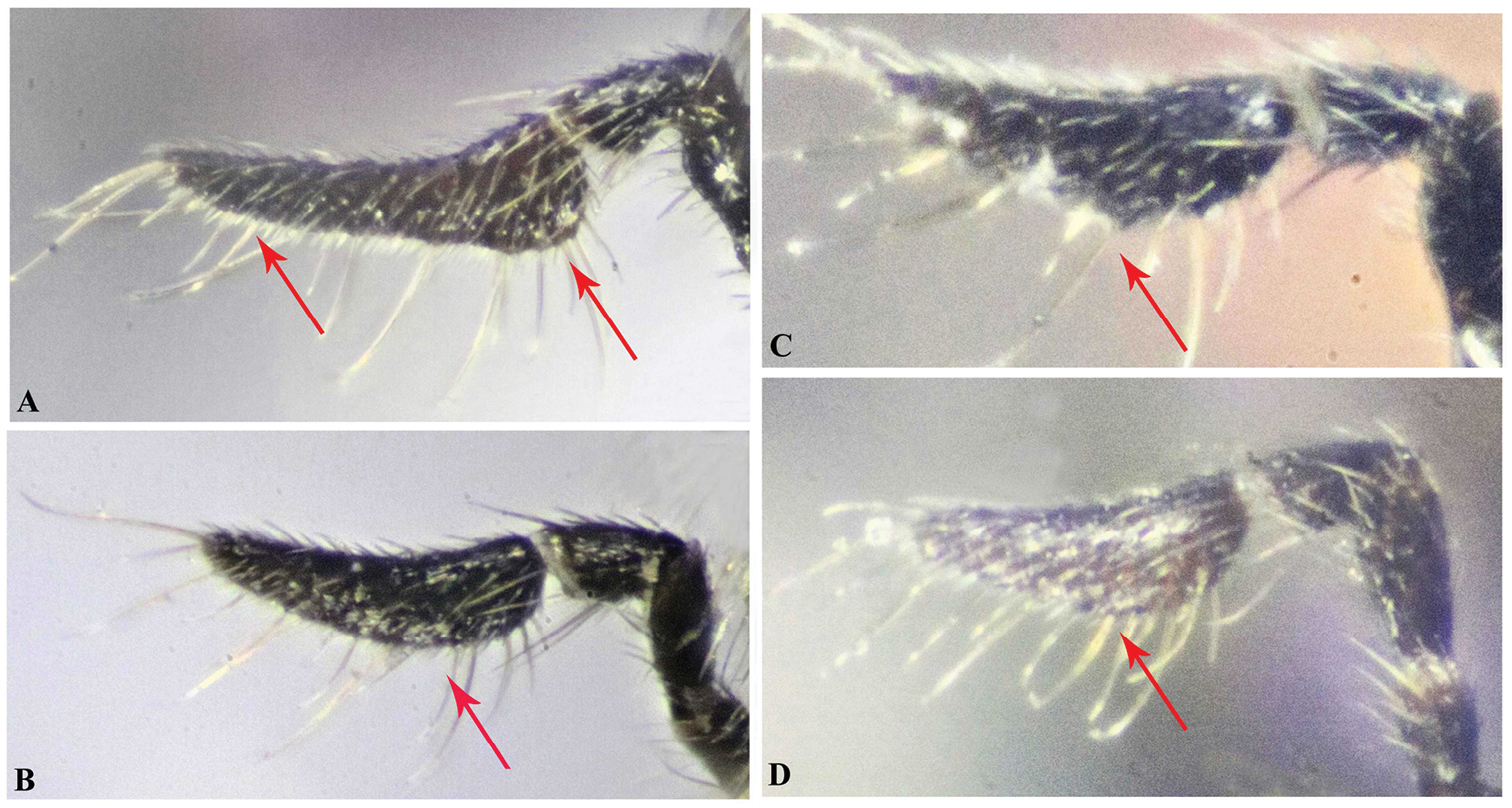
Максиллярные щупики

## Систематика
Описано около 30 видов. Род был впервые описан в 1874 году. В 1958 году род был выделен в отдельную монотипическую трибу Ooderini Bouček, 1958 в составе подсемейства Eunotinae, а с 2018 года в Cleonyminae из семейства Pteromalidae. В 2022 году в ходе реклассификации Pteromalidae это крупнейшее семейство хальцидоидных наездников было разделено на 24 семейства и Ooderini выделены в отдельное семейство Ooderidae.
Oodera, единственный род в Ooderidae, очень своеобразен и не похож ни на одного другого представителя надсемейства Chalcidoidea, особенно по мезосомальным признакам. Расширенное переднее бедро Oodera можно сравнить с передним бедроом некоторых Heydeniidae, который также расширен, но не имеет дополнительных рядов шипоподобных структур Oodera, вместо этого имея широкие вентральные гребневидные выступы. Кроме того, латерально расширенная переднеспинка также встречается у некоторых Heydeniidae, которые могут иметь несколько сходный рисунок сульций на мезоскутальном дорсуме, хотя они часто менее отчетливы у Heydeniidae. Среди других сходных групп, представители подсемейства Pelecinellinae (Pelecinellidae) имеют параскробальные гребни, как у Oodera, хотя эти две группы отличаются по многим другим признакам.
- Oodera ahoma (Mani & Kaul, 1973)
- Oodera albopilosa Crosby, 1909
- Oodera arabica Gadallah & Soliman, 2019[4]
- Oodera bestia Nikol’skaya, 1952
- Oodera circularicollis Werner & Peters, 2018[2]
- Oodera dakarensis Risbec, 1957
- Oodera felix Werner & Peters, 2018
- Oodera fidelis Werner & Peters, 2018
- Oodera florea Werner & Peters, 2018
- Oodera formosa (Giraud, 1863)
- Oodera gracilis Westwood, 1874
- Oodera heikewernerae Werner & Peters, 2018
- Oodera hoggarensis Hedqvist, 1967
- Oodera leibnizi Werner & Peters, 2018
- Oodera longicollis (Cameron, 1903)
- Oodera madegassa Boucek, 1958
- Oodera magnifica (Risbec, 1951)
- Oodera mkomaziensis Werner & Peters, 2018
- Oodera monstrum Nikol’skaya, 1952
- Oodera namibiensis Werner & Peters, 2018
- Oodera niehuisorum Werner & Peters, 2018
- Oodera obscura Westwood, 1874
- Oodera omanensis Soliman & Gadallah, 2019
- Oodera pumilae Yang, 1996
- Oodera rapuzzii Soliman & Gadallah, 2019
- Oodera regiae Yang, 1996
- Oodera rufimana Westwood, 1874
- Oodera similis Gadallah & Soliman, 2019
- Oodera srilankiensis Werner & Peters, 2018
- Oodera tenuicollis (Walker, 1872)